# Flaga Holandii Południowej

Flaga Holandii Południowej (wymiary 2:3)

Flaga używana od 1948 do 1985

Flaga Holandii Południowej – oficjalna flaga holenderskiej prowincji Holandia Południowa.
Na fladze widnieje stylizowany czerwony lew z czarnym konturem na żółtym tle.

## Symbolika
Lew na fladze symbolizuje biblijnego "zawsze zwycięskiego lwa Judy" i znajdował się na flagach tego regionu od czasów Krucjat.

## Konstrukcja
Stosunek wysokości do długości flagi to 2:3, tło żółte. Stylizowany lew koloru czerwonego, obrysowany czarnym konturem, zwrócony w lewo zajmuje 3/4 wysokości flagi i umiejscowiony jest w 1/3 jej szerokości.

## Historia
Pierwsza oficjalna flaga Holandii Południowej została wprowadzona 22 czerwca 1948 r. Była to trójkolorowa flaga: 3 równe poziome pasy, górny i dolny - żółte, środkowy - czerwony. Obecna flaga: czerwony lew na żółtym tle, została zaproponowana przez zgromadzenie prowincjalne Holandii Południowej, które obradowało 15 października 1985 r. a 24 października rada zgodziła się na jej wprowadzenie. 1 stycznia 1986 roku oficjalnie stała się flagą Holandii Południowej.